# Acétate d'uranyle et de zinc
L'acétate d'uranyle et de zinc est un composé chimique de formule UO2Zn2+(CH3COO−)2, qu'on trouve également écrite (UO2)2+Zn2+(CH3COO−)4 en considérant les cations uranyle UO22+ et zinc Zn2+ et l'anion acétate CH3COO−.
Il est utilisé comme réactif de laboratoire pour la détermination de la concentration de sodium en solution aqueuse à l'aide d'une méthode par précipitation quantitative du sodium avec de l'acétate d'uranyle et de zinc puis analyse gravimétrique pour doser le sodium sous forme d'acétate d'uranyle, de zinc et de sodium (UO2)2ZnNa(CH3COO)·9H2O.
La présence éventuelle d'impuretés de césium et de rubidium n'altère pas la mesure, en revanche le potassium et le lithium doivent être éliminés du milieu avant l'analyse,.